# 省 (尼泊尔)

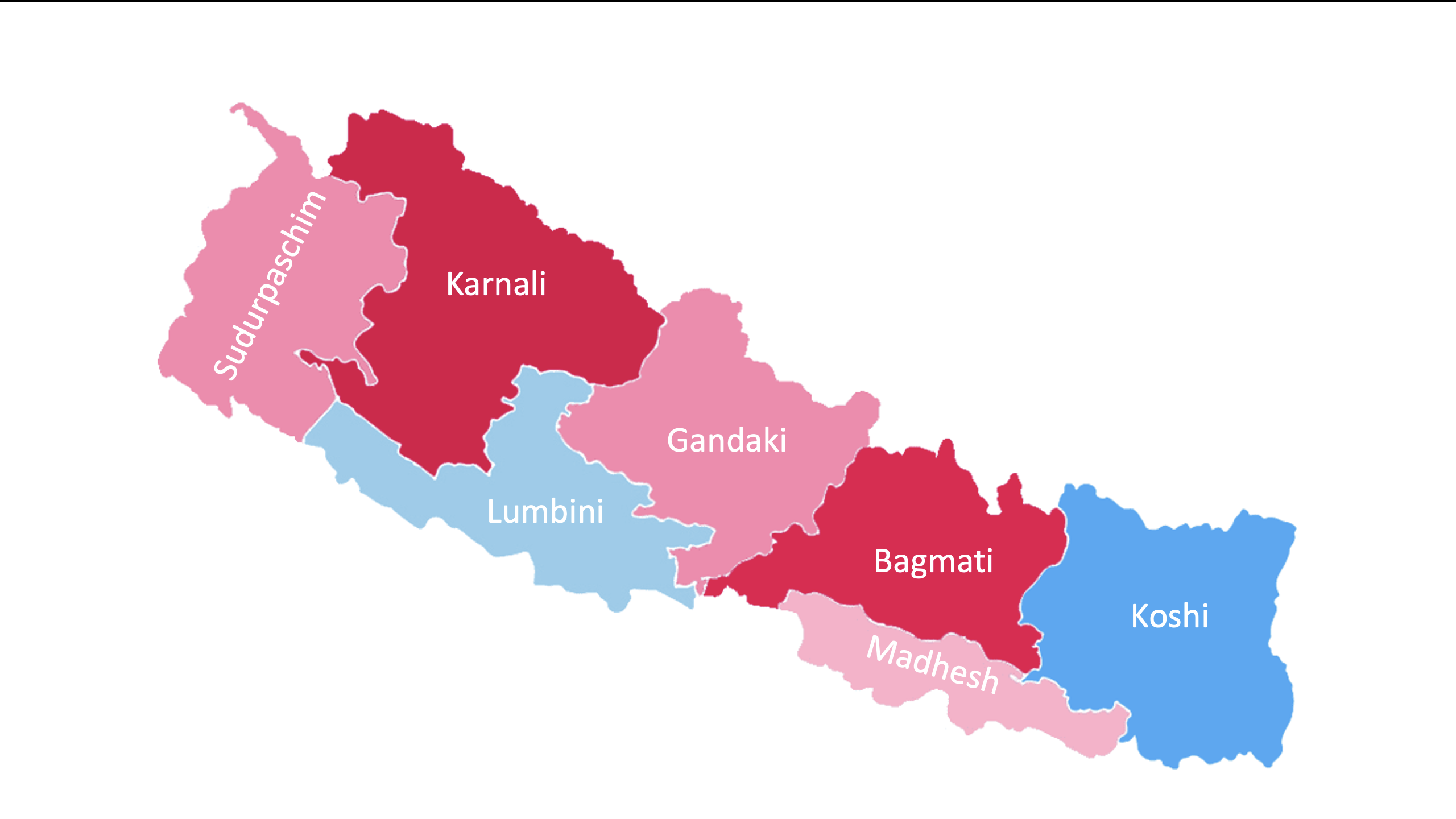
尼泊尔的7個省

根据尼泊尔2015年9月20日实行的宪法，尼泊尔分为7个省（羅馬化：Pradēś)，省下面分为77个县。
在该宪法前原有5个发展区和14个专区均被废除，原有的75个县中有两个被拆分。

## 省列表
1. 戈希省
2. 马德什省
3. 巴格馬蒂省
4. 甘達基省
5. 藍毗尼省
6. 格爾納利省
7. 遠西省